# Vellozia breviscapa
Vellozia breviscapa är en enhjärtbladig växtart som beskrevs av Carl Friedrich Philipp von Martius. Vellozia breviscapa ingår i släktet Vellozia och familjen Velloziaceae. Inga underarter finns listade.